# Luigi Nono (pittore)
Luigi Nono (Fusina, 8 dicembre 1850 – Venezia, 17 ottobre 1918) è stato un pittore italiano, esponente della scuola veneziana dell'Ottocento.

## Biografia

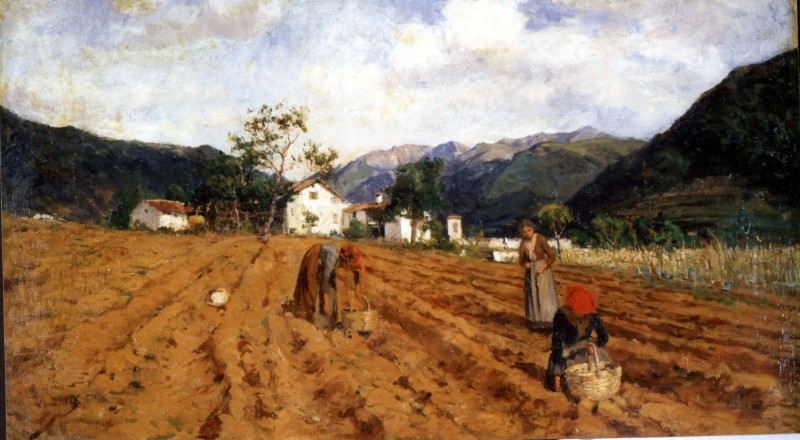
Raccolta delle patate, 1877 (Fondazione Cariplo)

Fratello dello scultore Urbano, nacque a Fusina (oggi in comune di Venezia, allora località di Gambarare) da Francesco Luigi, impiegato alla dogana di origini bergamasche, e dalla sua seconda moglie Rosa Della Savia, nativa del Friuli. L'anno successivo la famiglia si trasferì a Sacile, dove Luigi trascorse l'infanzia.
Iniziò gli studi tecnici a Treviso ma nel 1865 il padre, avendo notato la sua precoce attitudine al disegno, lo iscrisse all'Accademia di Belle Arti di Venezia, dove studiò sotto la guida di Pompeo Marino Molmenti. All'età di venti anni ritornò nella campagna friulana di Polcenigo, dove iniziò a perfezionare il suo stile di pittura paesaggistica dipingendo Sull'Avemaria, Le Sorgenti del Gorgazzo, Ritorno dai campi e Verso sera.
In seguito ritorna alla pittura di genere con soggetti della vita quotidiana, che risultarono poi la sua pittura più influente. Mentre il suo contemporaneo Giacomo Favretto rappresentò gli eventi solari e mondani della sua Venezia contemporanea, Luigi Nono approfondì le scene drammatiche: Abbandonati fu uno dei suoi dipinti esposti alla 5ª Esposizione internazionale d'arte di Venezia e raffigura una madre senza casa con un bambino che dorme sotto un portale della chiesa. In seguito dipinse anche il funerale del bambino.

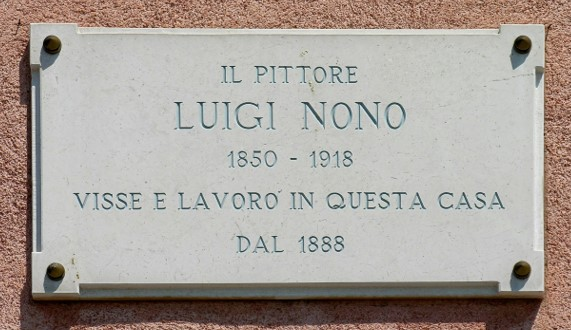
Casa del pittore Luigi Nono sulle Zattere al Ponte Longo

Nel 1875 dipinse nella piana di Sacile, ai Camoi, "La Fanfara dei Granatieri"; poi nel 1876 soggiornò a Firenze, Roma e Napoli. Dopo il primo di questi viaggi dipinse "Primi passi", "Bambino malato" e "Sepoltura di un bambino". Partecipò alle Biennali di Venezia, dalla 2ª (1897) all'11ª (1914), e dove nel 1901 presentò anche una cospicua mostra personale.
Nel 1880 presentò a Torino La caccia ai grilli e Il fruttivendolo. Nel 1881 espose a Milano La morte del pulcino.
Insegnò pittura alle Accademie di Belle Arti di Venezia dal 1899 e di Bologna.
Dopo la scomparsa del padre visse a Venezia, dove anch'egli morì alla fine della prima guerra mondiale, qualche anno prima della nascita del nipote Luigi, compositore.
Nel 2012 fu organizzata a Milano un'importante mostra delle sue opere.

## Galleria d'immagini

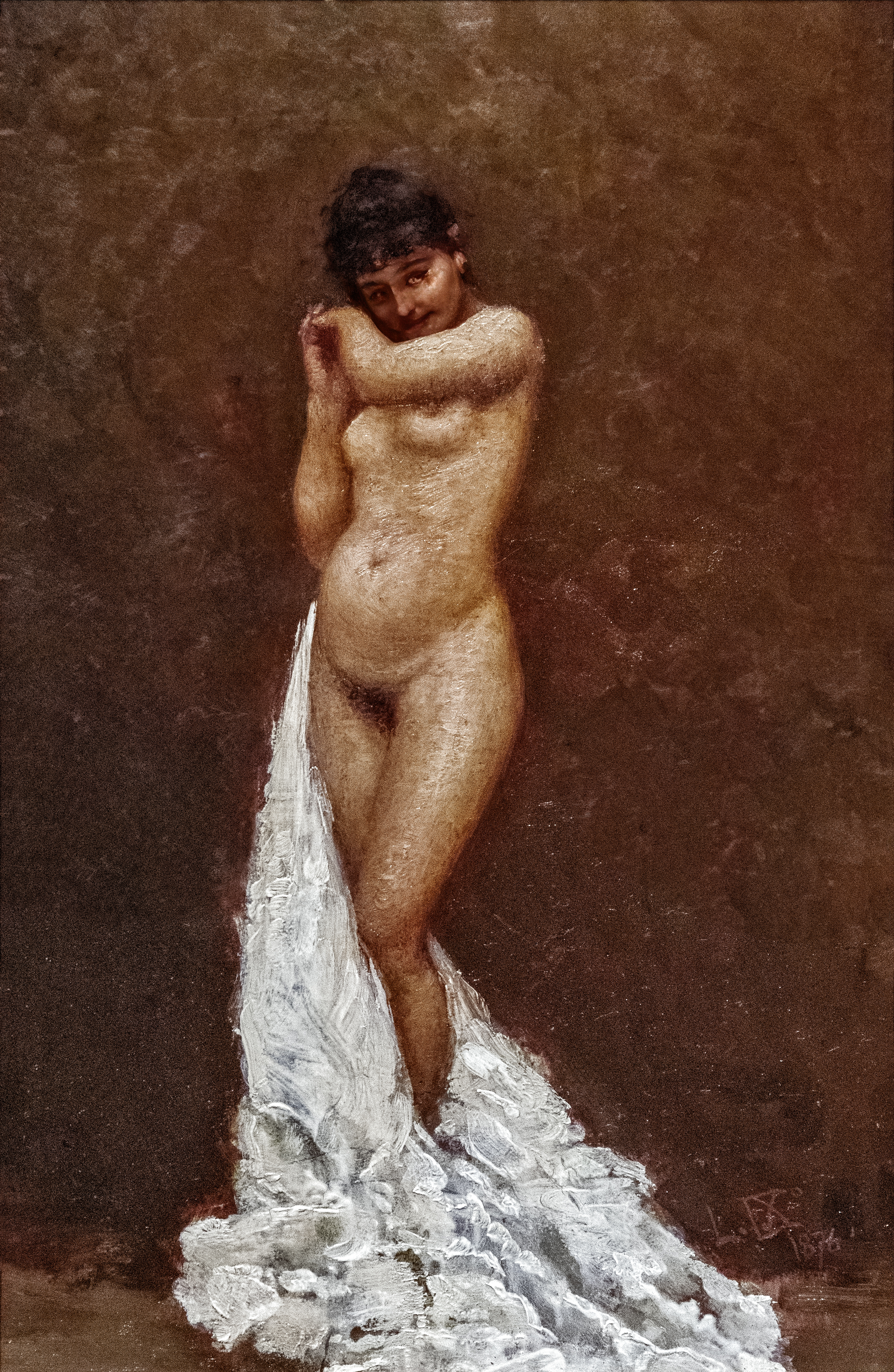
Nudo femminile, 1876, collezione pivata
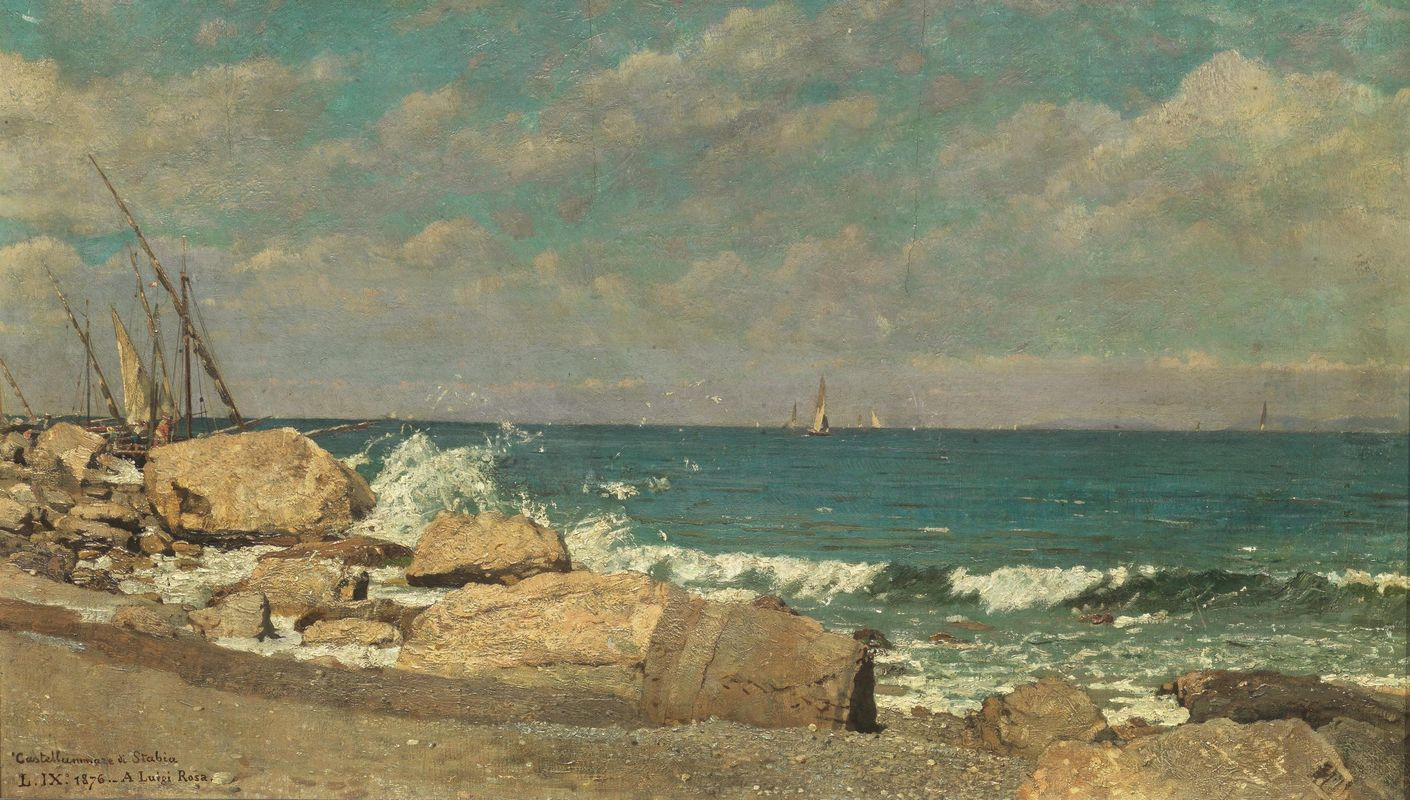
Castellammare di Stabia, 1876
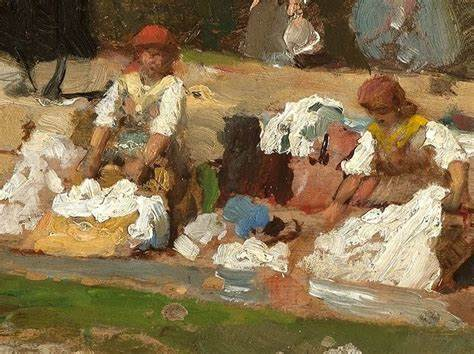
Lavandaie, 1884
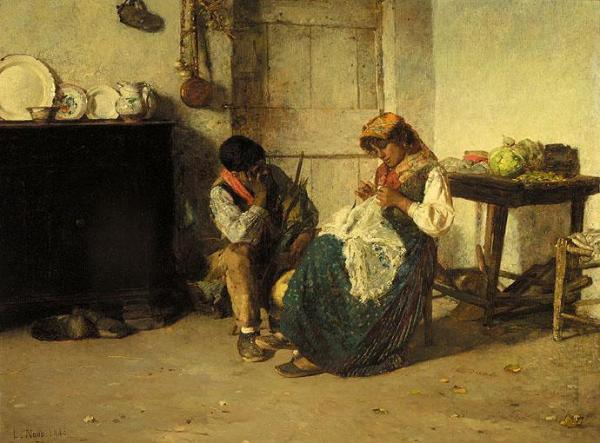
La merlettaia
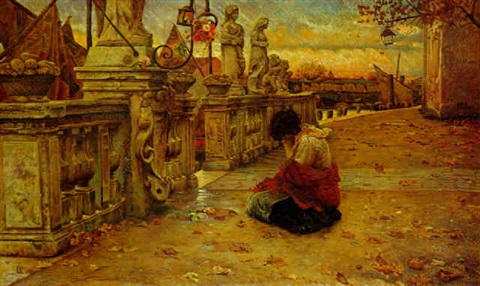
Refugium peccatorum
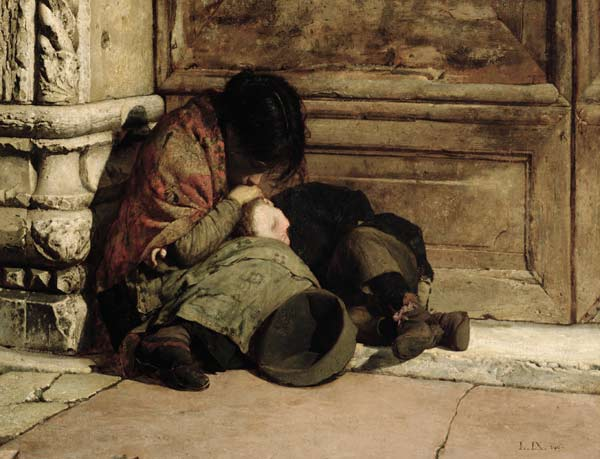
Abbandonata, 1903
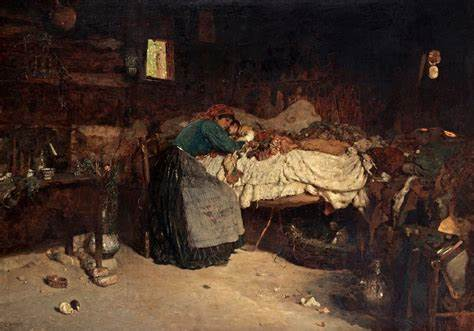
Veglia